# Lamproie du Nord
Ichthyomyzon fossor
Espèce
Statut de conservation UICN

 LC  : Préoccupation mineure
La lamproie du Nord (Ichthyomyzon fossor) fait partie de la famille des Pétromyzontidés (Petromyzontidae).  À la différence d'autres lamproies, ce poisson de petite taille retrouvé en eaux douces n’est pas un parasite,.  Quoiqu'elle soit classée comme une espèce de préoccupation mineure par l'Union internationale pour la conservation de la nature (UICN), la lamproie du Nord a un statut d'espèce menacée au Québec et au Canada ainsi que dans certains États américains comme le Minnesota.

## Description

### Adulte
Dans son aire de répartition au Canada, la lamproie du Nord adulte se distingue des autres lamproies présentes par sa taille sensiblement plus petite, son unique nageoire dorsale et la disposition particulière de ses dents. La longueur des adultes varie de 86 à 166 mm.  Leur corps présente une forme cylindrique, une tête de courte taille et sans mâchoires, une bouche ronde en forme de ventouse, sept paires de branchies et de petits yeux situés sur la partie supérieure de la tête. Le long du tronc, on retrouve habituellement entre 50 et 53 myomères.
Chez cette espèce, on remarque que les dents situées dans l’entonnoir buccal ne sont que peu développées. Selon Scott et Crossman, "la lamina supraorale consiste en une dent pourvue de deux pointes alors que la lamina linguale transversale possède entre six et onze petites pointes sur l’arête denticulée",.  Pour compléter le tout, Fortin (2007) décrit la dentition ainsi: "Les dents latérales internes consistent quant à elles en quatre dents unicuspides situées sur chaque côté du disque. Des dents latérales externes et de petites pointes situées dans les champs antérieur et postérieur complètent la dentition".
Sa peau est lisse et sans écailles. Le dos et les flancs des adultes sont brun grisâtre foncé et le ventre, gris pâle ou blanc argenté. Les organes sensoriels faisant partie du système de lignes latérales présentent une couleur similaire à celle du tronc.  Avant la période du frai, on observe parfois la femelle avec une surface ventrale orangée, et l'on peut même voir les œufs à travers la paroi corporelle. Après la fraie, le dos et les flancs prennent une coloration bleu ardoise à noire, et la ventre devient blanc ou blanc-gris.  Enfin, à la différence de la lamproie de l’Est, la nageoire dorsale de la lamproie du Nord est continue.

### Larve

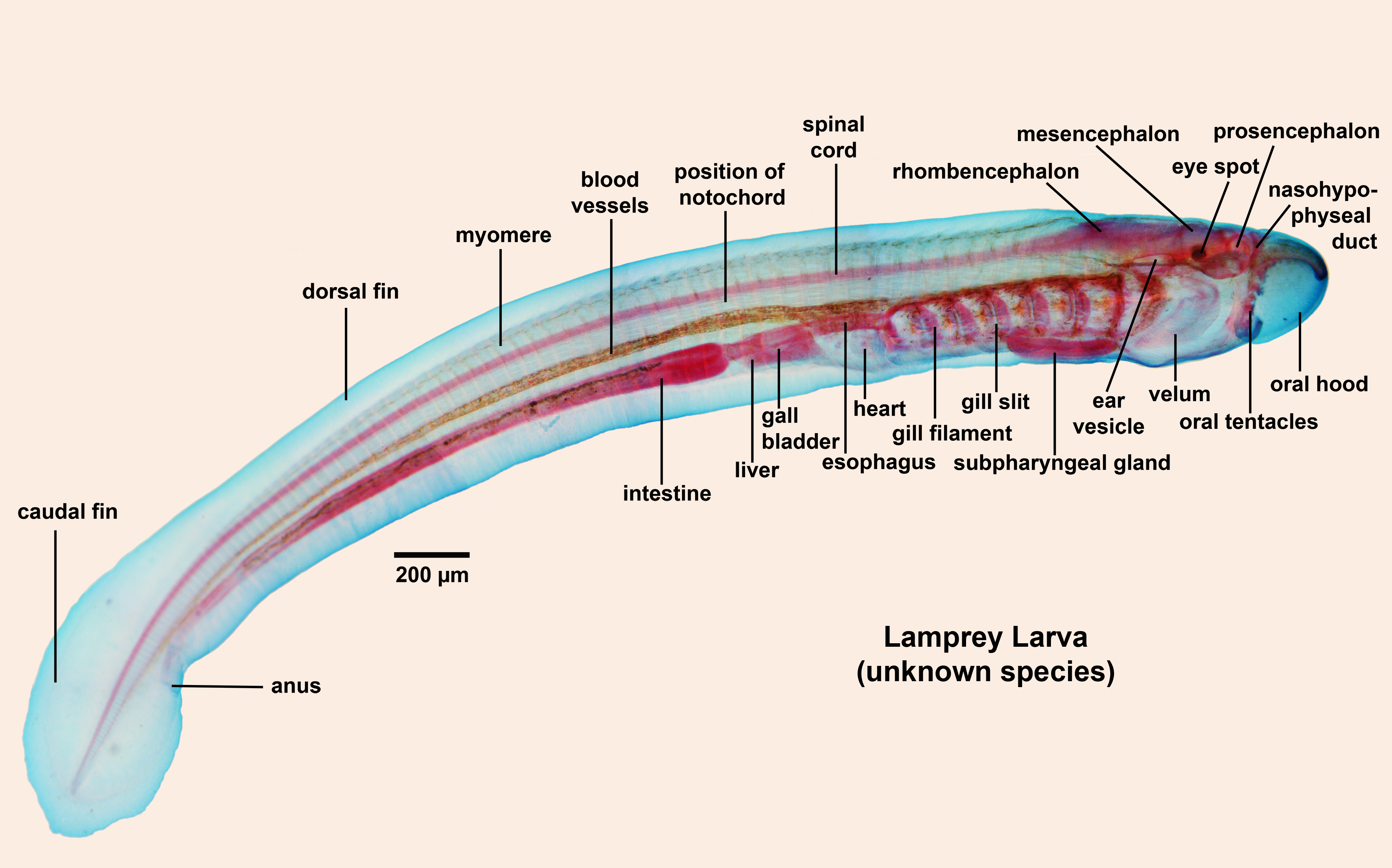
Larve de lamproie (espèce inconnue)

Les larves (voir image), nommées ammocètes, sont très similaires dans le genre Ichtyomyzon.  Elles ont ni yeux, ni dents, mais, comme on peut le voir chez l'adulte, elles possèdent un capuchon oral plutôt qu’une bouche en ventouse. On peut différencier les larves de la lamproie argentée et celles de la lamproie du Nord par l'observation de motifs de pigmentation de la région branchiale,, et de la queue, caractéristiques à chaque espèce.

## Répartition

### Répartition générale
La lamproie du Nord est une espèce que l'on ne retrouve seulement qu'en Amérique du Nord. Au Canada, on la retrouve au Manitoba (bassin hydrographique de la baie d’Hudson), ainsi qu'en Ontario et au Québec (bassin hydrographique des Grands Lacs et du fleuve Saint-Laurent). Toutefois, elle ne retrouverait pas (ou très peu) dans le lac Ontario. Aux États-Unis, on la retrouverait principalement dans le bassin du Mississippi (du Wisconsin jusqu’en Ohio) et plus au sud jusqu’au Kentucky.

### Répartition au Québec
Les informations concernant la répartition exacte de la lamproie du Nord au Québec ne sont que très partielles.  De nos jours, les populations connues sont localisées dans le sud du Québec, et seulement en eaux douces dans le fleuve Saint-Laurent et dans certaines rivières. Par ailleurs, la lamproie du Nord est disparue de la rivière Yamaska, où elle a toutefois déjà été observée de nombreuses fois entre 1946 et 1950.

## Biologie et écologie

### Biologie générale

#### Cycle vital
Le cycle de vie des lamproies se fait en deux stades, soit le stade larvaire (ammocète) puis le stade adulte. À la suite de l’éclosion, la jeune ammocète sort du nid et migre de façon passive vers l’aval du cours d'eau. Lorsqu'elle trouve un endroit propice, elle fait un trou en "U" et y reste habituellement pour se cacher. À partir de ce moment, les ammocètes restent enfouis la plupart du temps. Le stade larvaire a une durée moyenne d'environ 6 ans, mais peut varier entre 4 et 7 années.
Lorsque la larve a une taille suffisante, elle subit une métamorphose. Celle-ci dure entre 2 et 3 mois (d'août à novembre), et consiste en un changement graduel pendant lequel la lamproie ne se nourrit plus. Conséquemment, il est même possible d'observer une réduction de la taille des individus durant cette période. Aussi, on voit la bouche se changer en un entonnoir buccal muni de dents. Après la métamorphose, une phase d'adulte immature a lieu (habituellement de novembre à février) pendant laquelle celui-ci est semi-sédentaire. Par la suite, de février à mai se déroule une phase de plus grande activité qui amène l'individu à sa maturité sexuelle; la lamproie ainsi devenue adulte ne se nourrit pas, et fraiera (en mai) pour ensuite mourir après quelques jours seulement.

#### Reproduction
À la manière des autres espèces de lamproies, la lamproie du Nord ne fraie qu’une seule fois, et les individus meurent peu après la fraie. Le début de la période de fraie est induit par la température de l'eau. Selon la région considérée toutefois, les températures pendant la fraie peuvent différer. Par exemple, la période de fraie a généralement lieu en mai au Québec, au moment où l’eau a une température de 13 à 16 °C, tandis qu'au Michigan la fraie a déjà été observée au mois de juin, lorsque l'eau atteignait des températures entre 16,5 et 20,5 °C.
Les nids, d'un diamètre de 7,6 à 10,2 cm, consistent en de petites cuvettes au fond de l'eau et sont construits par les mâles avec du sable, du gravier et des petites pierres qu'ils déplacent avec leur bouche ou en opérant des mouvements de leur corps. Comme observé chez d'autres espèces de lamproies, au cours de la construction du nid le corps de la lamproie du Nord est orienté plutôt verticalement qu’horizontalement.
La lamproie du Nord préfère habituellement frayer dans un  environnement où l'on retrouve des fosses et des rapides, et, comme mentionné dans le rapport du COSEPAC (2007), particulièrement "dans le tronçon à haut gradient du cours d’eau". On retrouvera les nids bien camouflés entre des pierres de grande taille. Comme observé chez les lamproies de l'Est, de 3 à 7 individus peuvent s'enrouler l’un autour des autres dans le nid. Toujours comme chez d'autres espèces de lamproies, le mâle va ensuite s’attacher à la femelle mais sans l'envelopper. L'accouplement se fait avec une vibration intense et, à la suite de la fécondation, les lamproies peuvent à l'occasion recouvrir les œufs avec le gravier ou le sable qui se trouve autour du nid.
La lamproie du Nord produit environ 1200 œufs mais ce nombre peut aller de 1115 jusqu'à 1979 œufs. La taille des femelles détermine le nombre d’œufs, et la taille de ceux-ci peut varier de 1 à 1,2 mm. Finalement, de 2 et 4 semaines sont nécessaires avant que l'éclosion des œufs ne se produise.

#### Alimentation

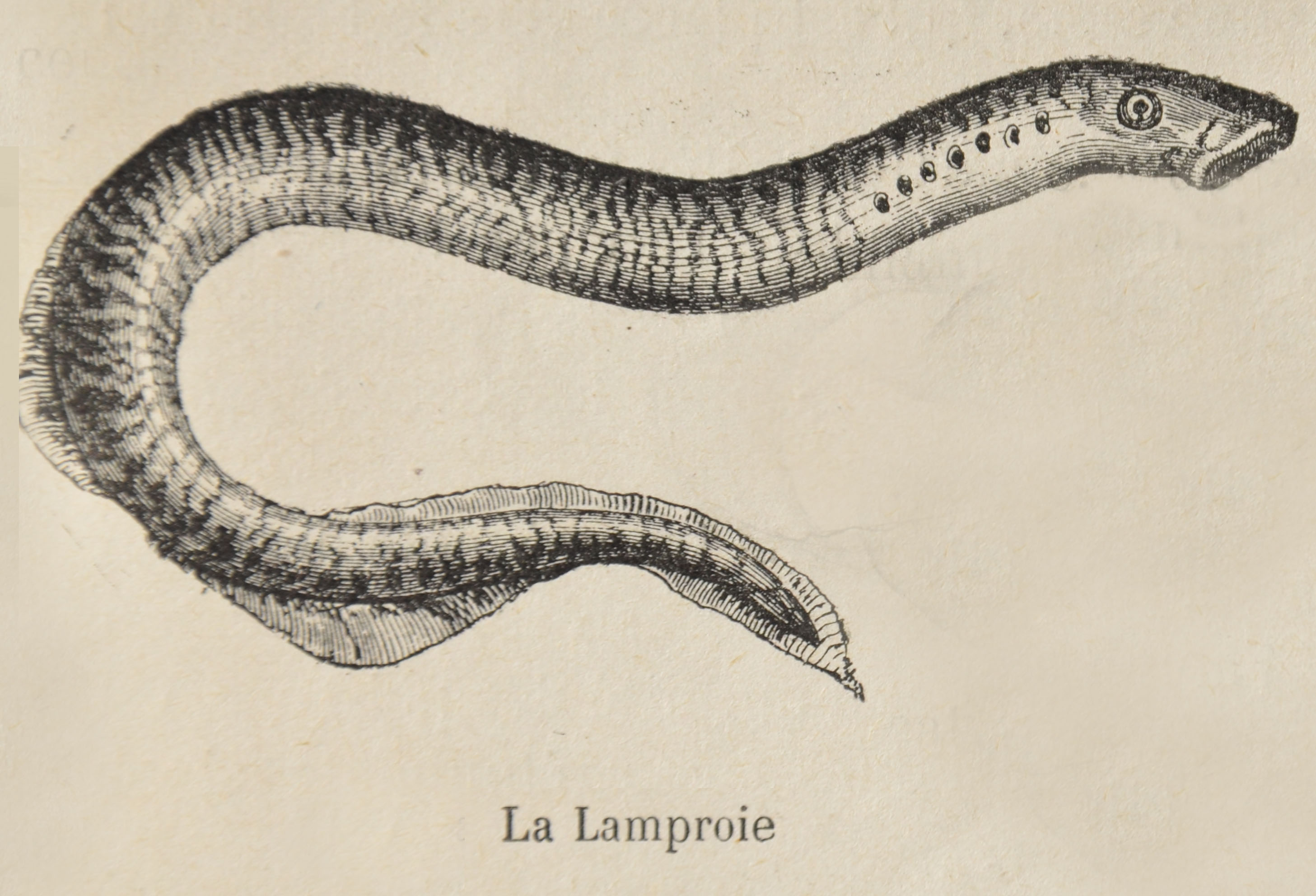
Gravure représentant une lamproie

Les ammocètes se nourrissent de détritus organiques, d'algues (principalement des diatomées) et de bactéries,. Durant l'été lorsque la disponibilité et la qualité de la nourriture favorisent l'alimentation, la digestion et la croissance des ammocètes, elles s'alimentent essentiellement de détritus organiques . Les lamproies ont un faible métabolisme et se nourrissent très lentement ce qui leur permet d'ingérer toutes les qualités de l'aliment.
Le taux d’alimentation dépend de la température et, à un degré moindre, de la densité des aliments. La variation dans l’abondance des algues et des bactéries dans l’alimentation des ammocètes correspond à leur disponibilité dans les cours d’eau durant le cycle annuel. Les bactéries et les algues ne peuvent cependant supporter à elles seules la croissance et le métabolisme des larves ; les détritus organiques sont nécessaires à ces fonctions,.
Les lamproies du Nord adultes, tout comme les autres espèces de lamproies non parasites, ne conservent pas de tractus intestinal fonctionnel une fois la métamorphose complétée. Par conséquent, elles ne peuvent pas manger et n’atteignent jamais la taille de l’espèce parasite apparentée à la lamproie du Nord.

### Habitats
Ce poisson d'eau douce fréquente généralement les ruisseaux et les rivières dont le substrat est constitué de graviers et de sable,,. Elle évite les eaux stagnantes et les lacs et préfère la portion des cours d’eau aux eaux turbides. La lamproie du Nord ne tolère aucunement la salinité. Selon Vladykov (1952) qui a étudié durant plusieurs années cette espèce, on en retrouvait en abondance dans la rivière Yamaska, près de Saint-Césaire au Québec.
Il existe deux types d'habitat selon l'âge des individus:
- Premièrement, Les adultes reproducteurs sélectionnent les parties de rivières ou de ruisseaux qui possèdent des substrats de gros graviers, de galets et de sable.
- Deuxièmement les ammocètes préfèrent les cours d’eau à courant lent où le substrat est propice à l’enfouissement ce qui correspond à du sable mi-fin,.
Afin de choisir un habitat adéquat, selon son stade de vie, la lamproie privilégie un type de sédiments dont la taille des particules et l’hétérogénéité est important,. Il semble que du sable mi-fin serait la taille optimale.
L’ombre constituerait un facteur influençant grandement la répartition des ammocètes, car celles-ci sont photophobiques. Les larves se nourrissent, par filtration, d'algues. La quantité de chlorophylle présente dans l'algue est importante pour leur croissance. Les diatomées et autres algues se rencontrent généralement dans des eaux en mouvement avec une forte teneur en oxygène ce qui explique leur choix pour ce type d'habitat.

### Adaptabilité
Sa faible fécondité et sa faible capacité à se déplacer montrent que la lamproie du Nord est un poisson qui ne possède pas un fort potentiel d'adaptabilité. Cependant, on a remarqué que la lamproie de l’Est, espèce similaire, qui fut introduite accidentellement dans certains cours d'eau avait atteint des taux de survie élevés. Ce qui témoigne d'une certaine adaptabilité de la part de l'espèce.

## Importance particulière de l'espèce

### Intérêt économique

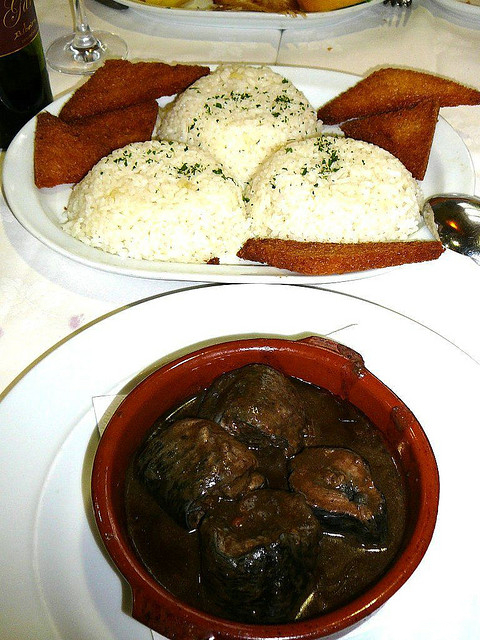
Lamproie à la bordelaise

Même si les lamproies constituent un mets de choix dans certaines régions hors Québec, ce type de poissons est actuellement sans grande valeur économique. Les ammocètes de la lamproie du nord étaient autrefois vendues comme appât pour la pêche sportive, mais cette pratique est maintenant interdite.

### Intérêt scientifique
La lamproie du nord présente cependant un intérêt certain d’ordre scientifique et écologique. Les lamproies constituent les vertébrés vivants les plus anciens. Elles fournissent un aperçu des origines et de l’évolution des vertébrés. Les lamproies ont été utilisées couramment dans le cadre d’études en laboratoire. En effet, elles sont utilisées comme animaux de laboratoire, particulièrement en neurobiologie. La présence de ce poisson dans le Québec méridional contribue aussi à la biodiversité des ruisseaux et des rivières.
Comme les ammocètes sont des poissons relativement sédentaires passant une bonne partie de leur vie enfouie dans les sédiments, elles représentent ainsi des bio-indicateurs potentiels des niveaux de contaminants persistants dans les milieux d’eau douce. Une étude réalisée au Québec a démontré que les ammocètes sont aussi appropriées que les mollusques bivalves adultes comme baromètres des niveaux de contaminants organochlorés. Elles sont considérées comme un bon bio-indicateur de la contamination au mercure en plus de pouvoir indiquer les différences dans les niveaux de contamination en métaux entre les rivières.

## Menaces à la survie de l’espèce et facteurs limitants
Actuellement, l’espèce est affectée par les lampricides que répartissent les agents canadiens et américains du programme de gestion de la lamproie marine dans le bassin des Grands Lacs. Ces Lampricides ont pour but de réduire les populations de lamproies marines, cependant d’autres espèces de lamproies sont touchées par ce produit et meurent. Ces populations de lamproies indigènes ayant subi ces traitements sont en déclin ou sont disparues du pays. Les lamproies du Nord larvaires sont 25 % moins sensibles aux lampricides que les larves de lamproies marines, mais cette différence est insuffisante pour permettre la lutte contre la lamproie marine sans nuire aux lamproies indigènes. Les barrières à la migration des lamproies marines représentent un refuge supplémentaire aux lamproies du Nord, car ces tronçons ne sont pas exposés aux traitements aux produits chimiques. Il est possible que les barrières constituent également une menace envers ces lamproies, en limitant le flux génétique potentiel. Toutefois, cette menace est peut-être moindre en raison de la migration restreinte de la lamproie du Nord.
Les grandes fluctuations du niveau d'eau peuvent exposer leurs habitats à l'air ou les inonder ce qui entraine la mort des ammocètes.
La pollution de la rivière Yamaska, associée à une agriculture intensive et à des rejets industriels et urbains, apparaît comme une cause probable de la disparition de l’espèce. L’utilisation intensive de pesticides comme l'atrazine, le métolachlore, la cyanazine et le dicamba dans les cultures seraient en cause. les fortes pluies sont responsables du lessivage de ces produits dans la rivière et sont très toxiques pour le phytoplancton source de nourriture des ammocètes,.
L’érosion des sols et la sédimentation dans les cours d’eau représentent une menace pour la survie de la lamproie du Nord. Ces deux phénomènes résultent de la disparition des bandes riveraines et procurent de l'ombre, élément important dans l'habitat des ammocètes,.

## Statuts actuels et protections légales
La lamproie du Nord est actuellement inscrite à l’annexe 3 de la loi sur les espèces en péril comme espèce préoccupante au Canada, selon un rapport précédent du COSEPAC. En outre, elle est inscrite comme espèce préoccupante à la liste des espèces en péril de l’Ontario (http://www.mnr.gov.on.ca/mrn/especeenperil/). Le rapport Espèces sauvages 2005 (http://www.wildspecies.ca/wildspecies2005/index.cmf?lang=f&sec=0&view=0) classifie la lamproie du Nord « sensible » au Canada. À l’échelle provinciale, Espèces sauvages classifie les populations « sensibles » en Ontario et au Québec et « possiblement en péril » au Manitoba. Au Québec, le comité consultatif sur les espèces sauvages menacées ou vulnérables a recommandé, en juin 2005, d’inscrire la lamproie du Nord comme espèce vulnérable.
L’espèce est actuellement classée G4, apparemment non en péril (apparently secure) à l’échelle mondiale, N4, apparemment non en péril (apparently secure) aux États-Unis et N3, vulnérable (vulnerable) au Canada. À l’échelle provinciale, elle est cotée S2, en péril (imperiled) au Manitoba et S3, vulnérable (vulnerable) en Ontario et au Québec. Actuellement, aux États-Unis, la lamproie du Nord est également classée S1, gravement en péril (critically imperiled) en Illinois, dans l’État de New-York, en Pennsylvanie, au Vermont et en Virginie-Occidentale, S2 au Kentucky et en Ohio, S3 au Minnesota et S4, apparemment non en péril (apparently secure) en Indiana, au Michigan, au missouri et au Wisconsin.

## Conclusion
Il existe un urgent besoin de réaliser des travaux d’inventaire spécifiques et d’effectuer un suivi des populations de lamproies du nord. Des vérifications s’imposent pour savoir si l’espèce a survécu dans ces cours d’eau et, le cas échéant, si ces populations et leurs habitats sont en bonne santé. À titre de comparaison, on estime actuellement que 55 % des espèces de lamproies de l’hémisphère nord sont en difficulté.  En raison de la rareté des mentions, de la détérioration de plusieurs cours d’eau où elle fut jadis recensée ou récemment observée, de la faible fécondité et mobilité de l’espèce, la lamproie du nord devrait être considérée comme une espèce vulnérable tant que la qualité générale de son environnement ne améliorera pas.